# Punta di Galisia
La Punta di Galisia (3.346 m s.l.m.  - Pointe de Galise in francese) è una montagna delle Alpi Graie.

## Caratteristiche

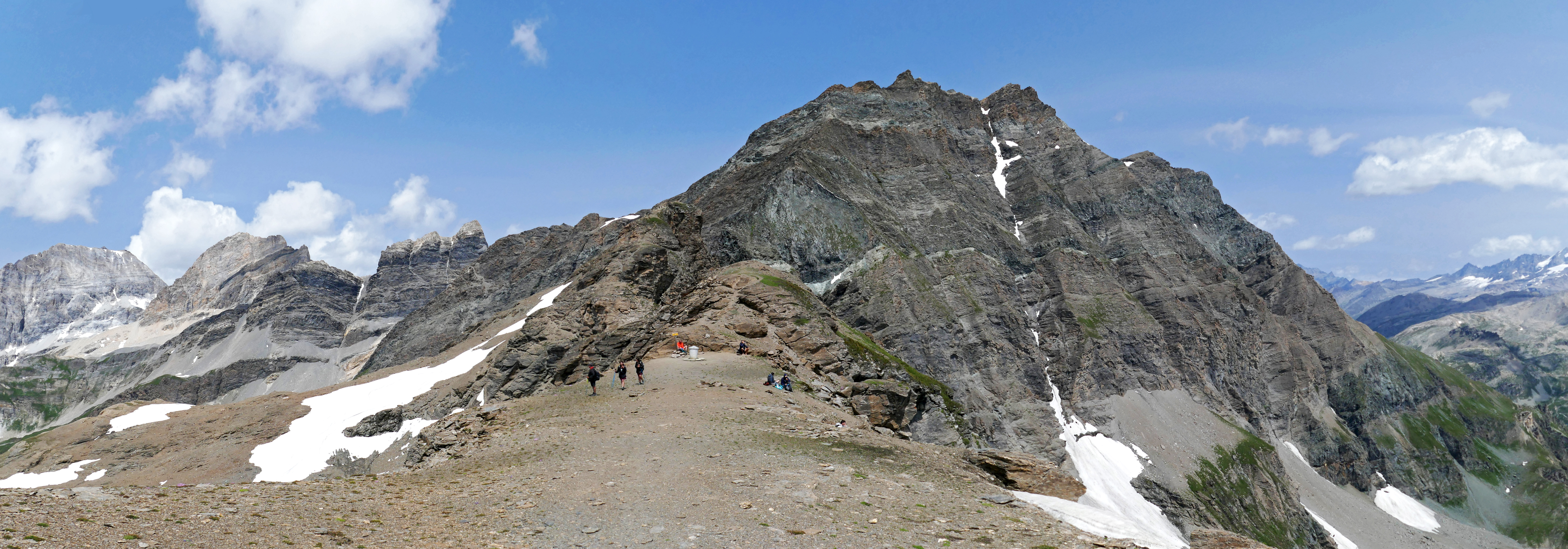
Vista dal Col de la Lose

La Punta di Galisia è collocata sul confine italo-francese. Dal versante italiano la vetta si trova tra la Val di Rhêmes (Valle d'Aosta) e la valle dell'Orco (Piemonte). Dal versante francese si trova alla testata della Tarantasia sopra l'abitato di Val-d'Isère (Savoia).

## Accesso alla vetta
Dalla val di Rhêmes la vetta può essere raggiunta partendo dal rifugio Gian Federico Benevolo (2.285 m). Si tratta di percorso alpinistico dio  difficoltà F. Dalla valle dell'Orco si può partire dal rifugio Pian della Ballotta (2.470 m).

## Protezione della natura
Il versante italiano della montagna fa parte del Parco Nazionale del Gran Paradiso..